# Remšnik
Remšnik este o localitate din comuna Radlje ob Dravi, Slovenia, cu o populație de 240 de locuitori.